# ماريو سيرجيو بونتيس دي بايفا
ماريو سيرجيو بونتيس دي بايفا ومعروف أكثر تحت اسم ماريو سيرجيو (7 سبتمبر 1950 - 28 نوفمبر 2016) كان لاعب كرة قدم برازيلي ومدير أعمال، أصبح فيما بعد معلق رياضي في قناة فوكس الرياضية البرازيلية، ولقد انضم إلى القناة في عام 2012. توفي في 28 نوفمبر 2016 عقب كارثة رحلة خطوط لاميا الجوية 2933.

## روابط خارجية
- ماريو سيرجيو بونتيس دي بايفا على موقع قاعدة بيانات كرة القدم.إي يو (الإنجليزية)
- ماريو سيرجيو بونتيس دي بايفا على موقع ناشيونال فوتبول تيمز (الإنجليزية)
- ماريو سيرجيو بونتيس دي بايفا على موقع عالم كرة القدم.نت (الإنجليزية)